# Ирпекс молочно-белый
И́рпекс моло́чно-бе́лый (лат. Irpex lacteus) — вид грибов, входящий в род Ирпекс (Irpex) семейства Ирпексовые (Irpicaceae). Один из самых широко распространённых грибов в мире, вызывает белую гниль древесины.

## Описание

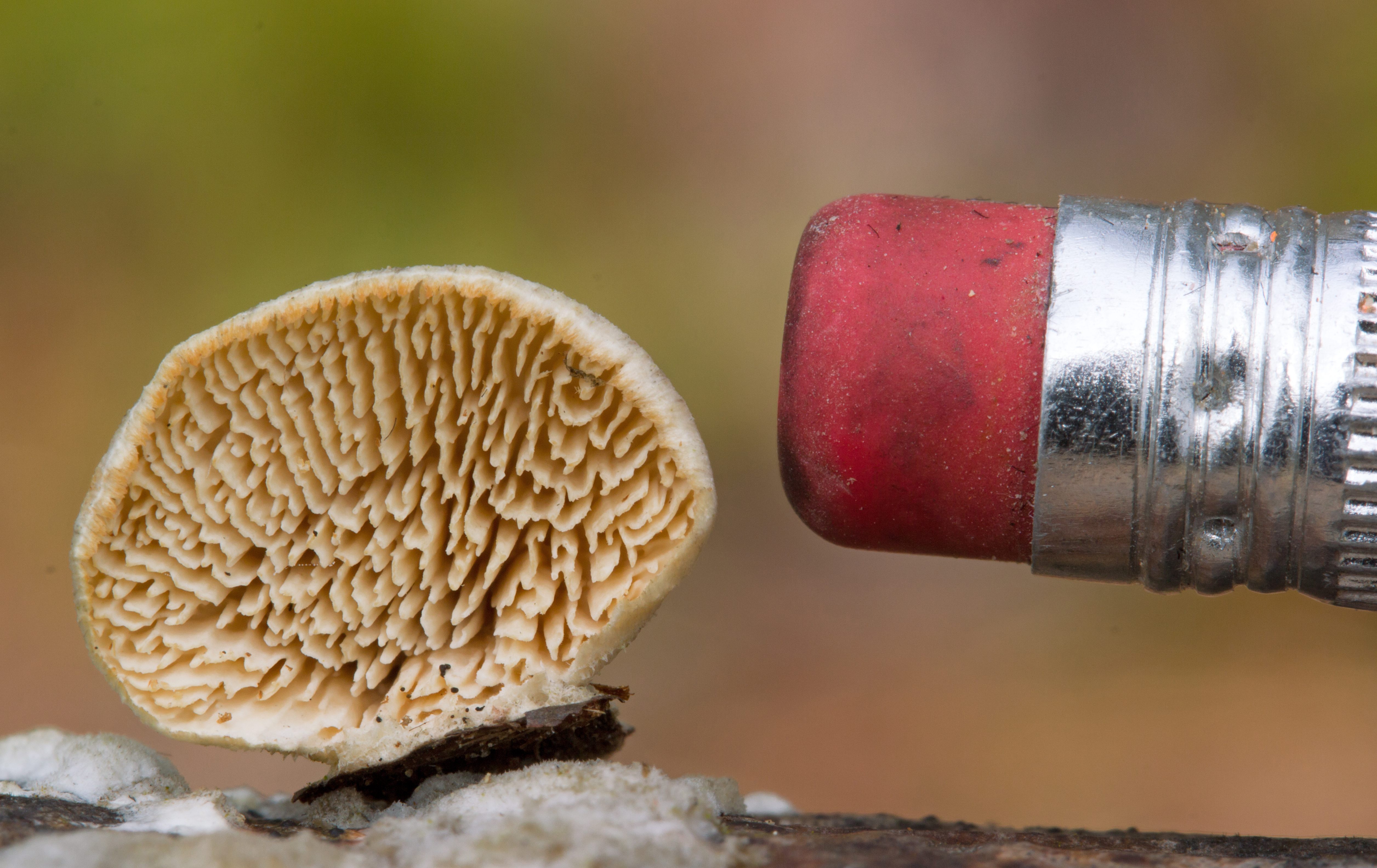

Плодовые тела однолетние, распростёртые или с небольшим шляпочным отгибом, черепитчато сливающиеся, кожистые. Верхняя поверхность отгиба бороздчатая, опушённая, белая или сероватая, затем буреющая. Край плёнчатый, часто более светлый. Ткань белого цвета, тонкая, до 0,5 мм (редко до 2 мм) толщиной.
Гименофор изначально трубчатый, трубочки часто расщепляются, приобретая вид неправильных пластинок или шипиков, обычно характерно концентрически расположенных. Цвет белый, затем изменяется до светло-кремового.
Гифальная система димитическая. Гифы гименофора тонкостенные, ветвистые, неокрашенные, без пряжек. Гифы трамы толстостенные, неветвящиеся. Цистиды булавовидные. Базидии 2—4-споровые, булавовидной формы. Споры цилиндрические до продолговато-цилиндрических, 50—130×4—8 мкм.
Ирпекс не содержит каких-либо ядовитых веществ, однако его жёсткие тонкие плодовые тела не дают причислять его к съедобным грибам.

### Сходные виды
Ирпекс молочно-белый внешне напоминает некоторые виды рода Стекхеринум, однако для них характерен первично шиповатый гименофор, а не трубчатый, как у ирпекса. Первично трубчатый гименофор, затем превращающийся в шиповатый, характерен для рода Трихаптум, в окраске видов которого обычно присутствует фиолетовый оттенок.

## Ареал и экология
Ирпекс — космополит с очень широким ареалом. В России известен во всех регионах от Европейской части до Дальнего Востока.
Ирпекс молочно-белый — сапротроф, реже паразит, поражающий в основном лиственные деревья (Acacia, Acer, Alnus, Betula, Cornus, Corylus, Fagus, Frangula, Juglans, Populus, Prunus, Quercus, Sorbus, Tilia), изредка встречающийся и на хвойных (Picea, Pinus). Вызывает белую гниль.

## Таксономия
Ирпекс молочно-белый был впервые описан Элиасом Магнусом Фрисом в 1818 году во втором томе Observatione mycologicae в сборном роде распростёртых грибов с шиповатым гименофором. В 1828 году в книге Elenchus fungorum выделен им же в отдельный род Irpex.
Ирпекс молочно-белый — единственный вид рода, произрастающий в умеренном поясе. Несколько видов известны из тропических регионов мира.

### Синонимы
- Boletus cinerascens Schwein., 1822
- Boletus tulipiferae Schwein., 1822
- Coriolus lacteus (Fr.) Pat., 1900
- Coriolus tulipiferae (Schwein.) Pat., 1900
- Daedalea diabolica Speg., 1889
- Hirschioporus lacteus (Fr.) Teng, 1963
- Hydnum lacteum (Fr.) Fr., 1821
- Irpex bresadolae Schulzer, 1885
- Irpex cinerascens (Schwein.) Schwein., 1832
- Irpex diabolicus (Speg.) Bres., 1919
- Irpex hirsutus Kalchbr., 1878
- Irpex lacteus f. sinuosus (Fr.) Nikol., 1953
- Irpex lacteus f. raduloides (Pilát) Nikol., 1964
- Irpex pallescens Fr., 1838
- Irpex raduloides Pilát, 1936
- Irpex rimosus Peck, 1890
- Irpex sinuosus Fr., 1828
- Irpex tulipiferae (Schwein.) Schwein., 1832
- Irpiciporus lacteus (Fr.) Murrill, 1907
- Irpiciporus tulipiferae (Schwein.) Murrill, 1905
- Microporus cinerascens (Schwein.) Kuntze, 1898
- Polyporus chartaceus Berk. & M.A.Curtis, 1849
- Polyporus corticola f. tulipiferae (Schwein.) Fr., 1828
- Polyporus tulipiferae (Schwein.) Overh., 1915
- Polystictus bresadolae (Schulzer) Sacc., 1888
- Polystictus cinerascens (Schwein.) Cooke, 1886
- Poria cincinnati Berk. ex Cooke, 1886
- Poria tulipiferae (Schwein.) Sacc., 1888
- Sistotrema lacteum Fr., 1818basionym
- Steccherinum lacteum (Fr.) Krieglst., 1999, nom. illeg.
- Trametes lacerata Lloyd, 1916
- Trametes lactea (Fr.) Pilát, 1939, nom. illeg.
- Trametes raduloides (Pilát) Pilát, 1940
- Xylodon bresadolae (Schulzer) Kuntze, 1898
- Xylodon hirsutus (Kalchbr.) Kuntze, 1898
- Xylodon lacteus (Fr.) Kuntze, 1898
- Xylodon pallescens (Fr.) Kuntze, 1898
- Xylodon rimosus (Peck) Kuntze, 1898
- Xylodon sinuosus (Fr.) Kuntze, 1898